# Loïc Mazières
Pas d'image ? Cliquez ici

a Compétitions nationales et continentales officielles uniquement.

b Matchs officiels uniquement.
Dernière mise à jour le 13 août 2025.
Loïc Mazières, né le 29 juin 1987 à Foix, est un joueur français de rugby à XV qui évolue au poste d'arrière ou ailier,

## Biographie
Né à Foix, Mazières est formé au rugby à XV à l'Union athlétique de Saverdun en tant qu'arrière.
Il intègre par la suite le centre de formation du Stade toulousain, en parallèle de son BTS en négociation et relation clients.
International des moins de 19 ans, il porte à nouveau le maillot bleu en équipe de France de rugby à sept.
En 2018, il quitte l'US Saint-Sulpice pour signer avec son club formateur qui vient d'être relégué en Fédérale 3 ; il retrouve ainsi au sein du club de Saverdun son frère,.

## Palmarès
- Champion de France Taddei: -16 et -17 ans[réf. nécessaire]
- Champion de France cadets A[réf. nécessaire]